# Nokomis (Floride)
Pour les articles homonymes, voir Nokomis (homonymie).
Nokomis est une census-designated place située dans le comté de Sarasota, en Floride, aux États-Unis.
Sa population s’élevait à 3 167 habitants lors du recensement de 2010.

## Démographie
| 2000  | 2010  | - | - | - | - |
| ----- | ----- | - | - | - | - |
| 3 334 | 3 167 | - | - | - | - |

## Source
- (en) Cet article est partiellement ou en totalité issu de l’article de Wikipédia en anglais intitulé « Nokomis, Florida » (voir la liste des auteurs).